# Iname
Iname (en népalais : इनामे) est un comité de développement villageois du Népal situé dans le district d'Udayapur. Au recensement de 2011, il comptait 3 256 habitants.